# Astilbine
L'astilbine est un composé organique de la famille des flavanonols, un sous-groupe de flavonoïdes. Il s'agit plus précisément d'un hétéroside de flavanonol, le rhamnoside de la taxifoline.

## Présence naturelle
L'astilbine peut être isolée des feuilles de Harungana madagascariensis (Hypericaceae).